# Thomas Sherwood
Thomas Sherwood (né en 1551 à Londres et mort le 7 février 1578) est un martyr catholique anglais, qui fut exécuté pendant le règne d'Élisabeth Ire.

## Biographie
Fils d'un marchant drapier de Londres resté fidèle à l'Église catholique - sa mère moura en prison pour avoir assisté à des meses interdites et son frère John se fera jésuite - il souhaite après plusieurs années au service de son père devenir prêtre. En 1576 il part secrètement pour le continent et s'inscrit au collège anglais de Douai. Apprenant que son père est très malade il préfère rentrer en Angleterre et s'occuper des siens. Dénoncé pour avoir assisté à des offices catholiques interdits il est arrêté et emprisonné. Les charges étant faibles il est interrogé par des juges qui cherchent à le piéger pour mieux le condamner en l'engageant sur le sujet de l'excommunication de la reine et de son droit à s'immiscer dans les affaires de l'Église. Ses réponses laissent penser qu'il aurait des doutes sur la légitimé de la reine à régner. Il est enfermé dans la Tour de Londres et passe trois mois dans une cellule souffrant du froid et de la faim. Tous les secours qui lui sont envoyés sont retournés à leurs destinataires. Sa détermination ne faiblissant pas il est finalement condamné à mort. Il est exécuté selon le supplice réservé aux traîtres à savoir à " pendus, traînés et équarris " (hanged, drawn and quarted).

## Béatification
John Felton est béatifié avec les cinquante-quatre martyrs anglais par le pape Léon XIII le 29 décembre 1886. Sa mémoire est célébrée le 7 février.

### articles connexes
- Martyrs d'Angleterre et du pays de Galles
- Quarante martyrs d'Angleterre et du pays de Galles
- Quatre-vingt-cinq martyrs d'Angleterre et de Galles
- Martyrs de Douai
- Cent sept martyrs d'Angleterre et du pays de Galles